# Заказник Лисиця
Лиси́ця — ландшафтний заказник місцевого значення в Україні. Розташований у Охтирському районі Сумської області, на землях Боромлянської сільської ради. 
Площа 142,5 га. Статус присвоєно згідно з Розпорядженням представника Президента України в області від 28.12.1992 року № 347. Перебуває у віданні: Боромлянська сільська рада, ДП «Тростянецький агролісгосп» (кв. 6, вид. 7, 10-29). 
Територія заказника являє собою балковий комплекс зі збереженою ділянкою степової рослинності на схилах водосховища.

## Флора
На схилах балки переважає лучно-степова рослинність. Найбільшу площу тут займають угруповання тонконогу вузьколистого, трапляються ділянки з переважанням ковили волосистої, костриці валійської (типчака), стоколоса безостого На початку літа в травостої виділяються квіти щавлій — лучної, пониклої, кільчастої, дібровної. На окремих ділянках поширений чагарниковий степ з домінуванням зіноваті австрійської. На території заказника виявлено два види рослин, занесених до Червоної Книги України — ковила волосиста та сон чорніючий.

## Вплив людської діяльності
Внаслідок людської діяльності протягом XIX—XX століть площа заказника скоротилася в кілька разів. Ділянки, які збереглися, часто сильно порушені інтенсивним випасанням худоби.